# Асланиду, Мелина
Мелина Асланиду (греч. Μελίνα Ασλανίδου, настоящее имя Симела Сарасланиду (греч. Συμέλα Σαρασλανίδου, 28 августа 1974, Штутгарт, Германия) — греческая певица.

## Жизнеописание
Мелина Асланиду родилась в Штутгарте, но вскоре её семья вернулась в Грецию. Детство Мелины прошло в городе Янница. В раннем возрасте она пела в хоре города Янница. Там она познакомилась понтийской, византийской и традиционной музыкой Фракии. Во время обучения в школе принимала активное участие в организации хоровых и театральных представлений.
В возрасте восемнадцати лет Асланиду едет учиться в Салоники, где изучает микробиологию. В 1995 году начинает петь в музыкальных студенческих коллективах. В течение следующих трех лет поет в группе «Εμπρός Εμείς». В 1999 году группа участвует в фестивале WOMAN (World of Music, Arts and Dance) в Берлине. В 2001 году продюсер Йоргос Кивелос предлагает группе записать диск. Диск вышел под названием «Το παρελθόν θυμήθηκα», песня «Τι σου 'κανα και πίνεις» (композитор Мимис Плессас, текст — Лефтерис Пападопулос) имела огромный успех.
В 2002 году Мелина покидает группу и отправляется в Афины, где зимой 2002 года сотрудничает с Георгиосом Даларасом на сцене «Ζυγό». Летом 2002 года выступает в Греции и за рубежом (Берлин и Будапешт). Следующей зимой Мелина снова поет с Йоргосом Даларасом на сцене «Ζυγό». В апреле 2003 года вышел первый сольный альбом Мелины «Το Πέρασμα». Наряду с выпуском альбома Мелина Асланиду готовится сопровождать Димитру Галани на гастролях по городам Греции, а 9 июля принимает участие в концерте в честь Вангелиса Перпиниадиса в Театре Ликавит, который был организован журналом «Difono».
С ноября 2003 по январь 2004 года Асланиду делает свои первые персональные выступления в разных городах Греции и в Афинах (клуб GAGARIN 205). Зимой 2004 года поет с Арванитаки в «VOX» в Афинах, а затем в «FIX» в Салониках вместе с Яннисом Котсирасом и Раллией Христиду. Летом того же года принимает участие во многих музыкальных событиях, наиболее важным из которых является её участие в концерте, посвященном памяти великой греческой певицы Вики Мосхолиу. Концерт проходил в Театре имени Мелины Меркури (греч. θέατρο Βράχων Μελίνα Μερκούρη), в нём приняли участие 10 ведущих греческих певиц, среди которых: Маринелла, Харис Алексиу, Димитра Галани, Элефтерия Арванитаки, Гликерия.
Летом 2005 года, через два года после своего дебютного альбома, «The Passing», Мелина выпускает CD-сингл «3 ευχές», в который вошли три песни Антониса Вардиса на стихи Вики Геротодору. Зимой 2006—2007 гг. Мелина выступает на сцене «Σφεντόνα» вместе с Костасом Македонасом, Димитрисом Басисом. Летом состоялся тур Мелины Асланиду и Димитриса Басиса по городам Греции, он начался 25 мая на Корфу и закончился концертом на Эвбее 18 августа 2012 года. 20 октября 2012 года Мелина приняла участие в большом концерте Костаса Македонаса в Швейцарии, в театре «Stadtcasino», в Базеле. Зимой 2012—2013 гг. Мелина продолжает сотрудничество с Димитрисом Басисом на сцене TAS Stage.

## Дискография
- 2003 — Το πέρασμα
- 2005 — Παιχνίδι είναι
- 2007 — Ψηλά τακούνια
- 2008 — Στο δρόμο
- 2011 — Το κρύο και η μοναξιά (сингл)
- 2012 — Δεν έχω διεύθυνση (сингл)